# Djurgården Hockey 1927/1928
Djurgården spelade kvar i näst högsta serien som bytte namn till Klass I. Djurgården slutade som tvåa, men tack vare att Elitserien utökades till sex lag kommande säsong spelade Djurgården återigen i högsta serien.

## Tabellen
Referens:
|   | Klass I 1927/1928 | SM | V | O | F | GM | IM | P  |
| - | ----------------- | -- | - | - | - | -- | -- | -- |
| 1 | Karlbergs BK      | 10 | 8 | 0 | 2 | 28 | 14 | 16 |
| 2 | Djurgårdens IF    | 10 | 6 | 2 | 2 | 18 | 8  | 14 |
| 3 | IF Linnéa         | 10 | 5 | 3 | 2 | 27 | 11 | 13 |
| 4 | Nacka SK          | 10 | 3 | 5 | 2 | 18 | 15 | 11 |
| 5 | Tranebergs IF     | 10 | 2 | 0 | 8 | 7  | 29 | 4  |
| 6 | IFK Stockholm     | 10 | 0 | 2 | 8 | 14 | 35 | 2  |

## Svenska mästerskapet 1928
Referens:
| Omgång    | Datum            | Motståndare      | Resultat |
| --------- | ---------------- | ---------------- | -------- |
| Kval      | 27 februari 1928 | Karlbergs BK (h) | 5 - 0    |
| Semifinal | 29 februari 1928 | IK Göta (b)      | 2 - 6    |